# Rhaphidostichum leeanum
Rhaphidostichum leeanum är en bladmossart som beskrevs av Hugh Neville Dixon, Thériot och Edwin Bunting Bartram 1938. Rhaphidostichum leeanum ingår i släktet Rhaphidostichum och familjen Sematophyllaceae. Inga underarter finns listade i Catalogue of Life.